# Публий Корнелий Сципион Назика Серапион (консул 111 года до н. э.)
Пу́блий Корне́лий Сципио́н На́зика Серапио́н (лат. Publius Cornelius Scipio Nasica Serapio; умер в 111 году до н. э.) — римский политический деятель из патрицианского рода Корнелиев, консул 111 года до н. э. Умер до истечения своих полномочий.

## Биография
Публий Корнелий принадлежал к одному из самых знатных и разветвлённых патрицианских родов Рима. Его отец, носивший то же имя, был консулом в 138 году до н. э. и верховным понтификом, но стал известен главным образом как организатор расправы над своим двоюродным братом — народным трибуном Тиберием Семпронием Гракхом. По женской линии Назика был потомком Публия Корнелия Сципиона Африканского.
О том, что Публий Корнелий носил три когномена, включая прозвание Серапион, сообщают только два источника — Плиний Старший и Пасхальная хроника.
Публий Корнелий не упоминается в сохранившихся источниках до 111 года до н. э. Тем не менее британский исследователь Роберт Броутон предположил, исходя из даты его консулата и требований закона Виллия, установившего минимальные временные промежутки между высшими магистратурами, что не позже 114 года до н. э. Назика Серапион занимал должность претора.
В 111 году до н. э. Публий Корнелий стал консулом совместно с плебеем Луцием Кальпурнием Бестией. Именно тогда началась война с царём Нумидии Югуртой. В результате жеребьёвки право командовать в войне получил Бестия, а провинцией Назики стала Италия. В том же году, ещё до истечения консульских полномочий, Публий Корнелий умер. Он удостоился торжественных похорон.
Публий Корнелий был женат на дочери Квинта Цецилия Метелла Македонского. В этом браке родился сын того же имени (без третьего когномена), который в своей карьере поднялся только до претуры (в 90-е годы до н. э.). Сыном Публия-младшего был Квинт Цецилий Метелл Пий Сципион Назика, тесть Гнея Помпея Великого.

## Оценки
Хотя источники не сообщают о каких-либо заслугах Назики, он оставил после себя хорошую память. Марк Туллий Цицерон пишет, что Публий Корнелий, в отличие от своего отца, был «искусен в речах» и «казался обыкновенным», несмотря на своё могущество. Благодаря этому обстоятельству он стал «велик и знаменит», хотя своими ораторскими умениями пользовался нечасто. «Он не имел равных по чистоте языка и превосходил всех в шутке и остроумии». Диодор Сицилийский пишет о неподкупности Назики, о его активном участии в общественных делах и «приверженности мудрости» не только на словах, но и на деле.
Плиний Старший пишет, что Публий Корнелий был очень любим простым народом.